# Tiny Dancer
"Tiny Dancer" é uma música do cantor britânico Elton John escrita em parceria com Bernie Taupin.  A canção aparece pela primeira vez no quarto disco de Elton, Madman Across the Water sendo lançada como single em 1972.  Nos EUA, foi certificado Ouro em 19 de maio de 2005 e Platina em 19 de agosto de 2011 e 3x Platina em 26 de abril de 2018 pela Recording Industry Association of America. No Reino Unido, "Tiny Dancer" foi certificado em 17 de agosto de 2018 pela British Phonographic Industry (BPI) por vendas de 400.000 cópias. Em 2 de agosto de 2019, foi certificado Platins pelas vendas de 600.000, apesar de nunca ter sido lançado como single oficial.

## Composição
Com letras escritas por Bernie Taupin, a música foi apresentada pela primeira vez como a faixa de abertura do álbum de Elton John de 1971, Madman Across the Water. As letras da música foram inspiradas na primeira visita de Taupin aos EUA em 1970, e visavam capturar o espírito da Califórnia, onde ele encontrou as mulheres que conheceu contrastando muito com as que ele conhecera em seu país natal, a Inglaterra. Taupin afirmou em uma entrevista em 1973 na Rolling Stone que a música é sobre Maxine Feibelman, sua esposa na época. 

## Clipe
Em maio de 2017, um videoclipe oficial de "Tiny Dancer" estreou no Festival de Cannes como vencedor de Elton John: The Cut, um concurso organizado em parceria com AKQA, Pulse Films e YouTube em homenagem ao cinquentenário aniversário de sua relacionamento de composição com Bernie Taupin. A competição convidou cineastas independentes a enviar tratamentos para videoclipes para uma das três músicas de Elton John da década de 1970, com cada uma delas pertencendo a uma categoria de conceito específica. "Tiny Dancer" foi designado para a categoria live-action, com a competição vencida por Max Welland. O vídeo foi filmado em Los Angeles e apresenta cenas de vários moradores dirigindo pela cidade, inclusive o músico Marilyn Manson. 

## Paradas
| Parada                            | Posição |
| --------------------------------- | ------- |
| Australia                         | 13      |
| Canadian RPM Top Singles          | 12      |
| Canadian RPM Adult Contemporary   | 20      |
| UK Singles Chart                  | 70      |
| U.S. Billboard Hot 100            | 41      |
| U.S. Billboard Adult Contemporary | 35      |
| U.S. Cash Box Top 100             | 29      |

## Na cultura popular
No episódio de 1996 de Friends, "Aquele com a fantasia da Princesa Léia", Phoebe se refere à música como "aquela que Elton John escreveu sobre aquele cara de" Who's the Boss ". Ela então canta as palavras" Segure-me perto , jovem Tony Danza ... "
No filme de 2000, Quase Famosos, há uma cena em que boa parte do elenco principal canta a música num ônibus em meio a turnê. 
No episódio de 2005 de The Office, "The Dundies", a música é apresentada quando Michael Scott está cantando uma paródia editada para os prêmios Dundie até que ele seja interrompido e reproduzido novamente no final do episódio.
Em 2014, uma breve versão paródia da música foi transmitida no Saturday Night Live, na qual Kate McKinnon apareceu como Angela Merkel e cantou, ao som de "Tiny Dancer", "Hold me close, Chanceler alemão". 
Em 2016, Donald Trump usou a música durante seus comícios presidenciais como sua música de entrada e saída. 
Em seu álbum de estúdio de 2017, Lust for Life, Lana Del Rey fez referência à música em sua faixa "Tomorrow Never Came", com Sean Ono Lennon.
Em 2018, David Guetta fez referência a música na faixa "Don't Leave Me Alone" com Anne-Marie.
Em 2019, Taron Egerton cantou a música para o filme Rocketman.